# Kumbalagudu State Forest, Ramanagara
Kumbalagudu State Forest là một làng thuộc tehsil Ramanagara, huyện Ramanagara, bang Karnataka, Ấn Độ.